# Гарбаты, Йозеф

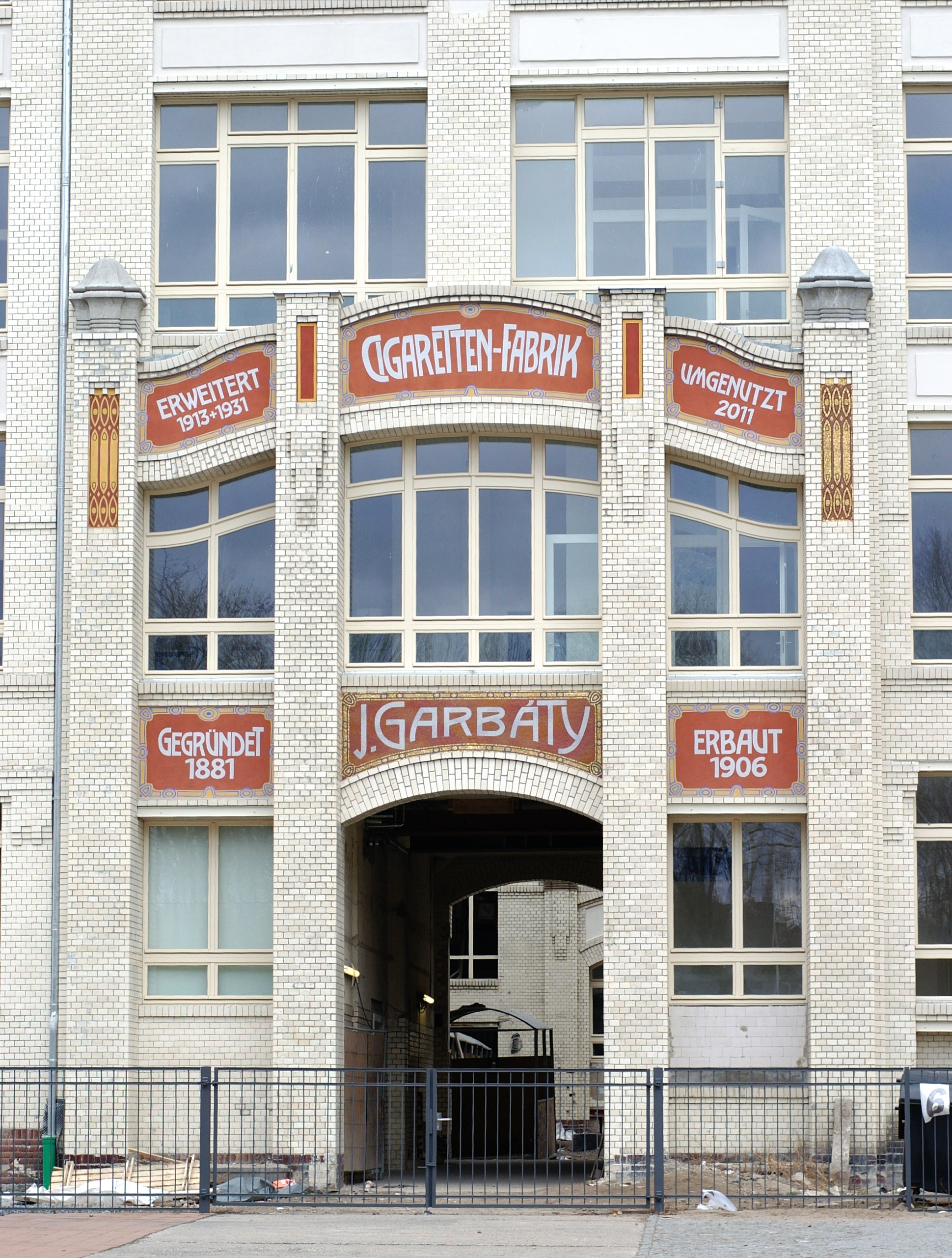
Фасад табачной фабрики Гарбаты в Панкове

Йо́зеф Гарба́ты-Розента́ль (нем. Josef Garbáty-Rosenthal; 27 июня 1851, Лида, Виленская губерния — 29 июня 1939, Панков) — берлинский табачный промышленник еврейского происхождения.

## Биография
Йозеф Гарбаты с семьёй эмигрировал в Пруссию из белорусской Лиды. С женой Розой Рахель у Йозефа было двое сыновей — Евгений (1880—1970) и Мориц (1892—1965). В конце XIX века Гарбаты основал свою первую табачную фабрику на Шёнхаузер-аллее в Берлине и выпустил популярную марку папирос «Королева Шабы». В 1906 году табачное производство Гарбаты переехало на Хадлихштрассе в берлинском Панкове, став к концу 1930-х годов одним из крупнейших предприятий района.
В 1938 году согласно распоряжению об исключении евреев из экономической жизни Германии собственность Гарбаты была в принудительном порядке продана кёльнскому концерну Jacob Koerfer и гамбургским табачным фабрикам Reemtsma. В 1939 году семья Гарбаты эмигрировала в США, сам Йозеф Гарбаты остался в Панкове и умер в 1939 году спустя два дня после своего 88-летия. Внук основателя компании, профессор филологии доктор Томас Дж. Гарбаты (1930—2009) прожил жизнь в США.

## Берлинская табачная империя

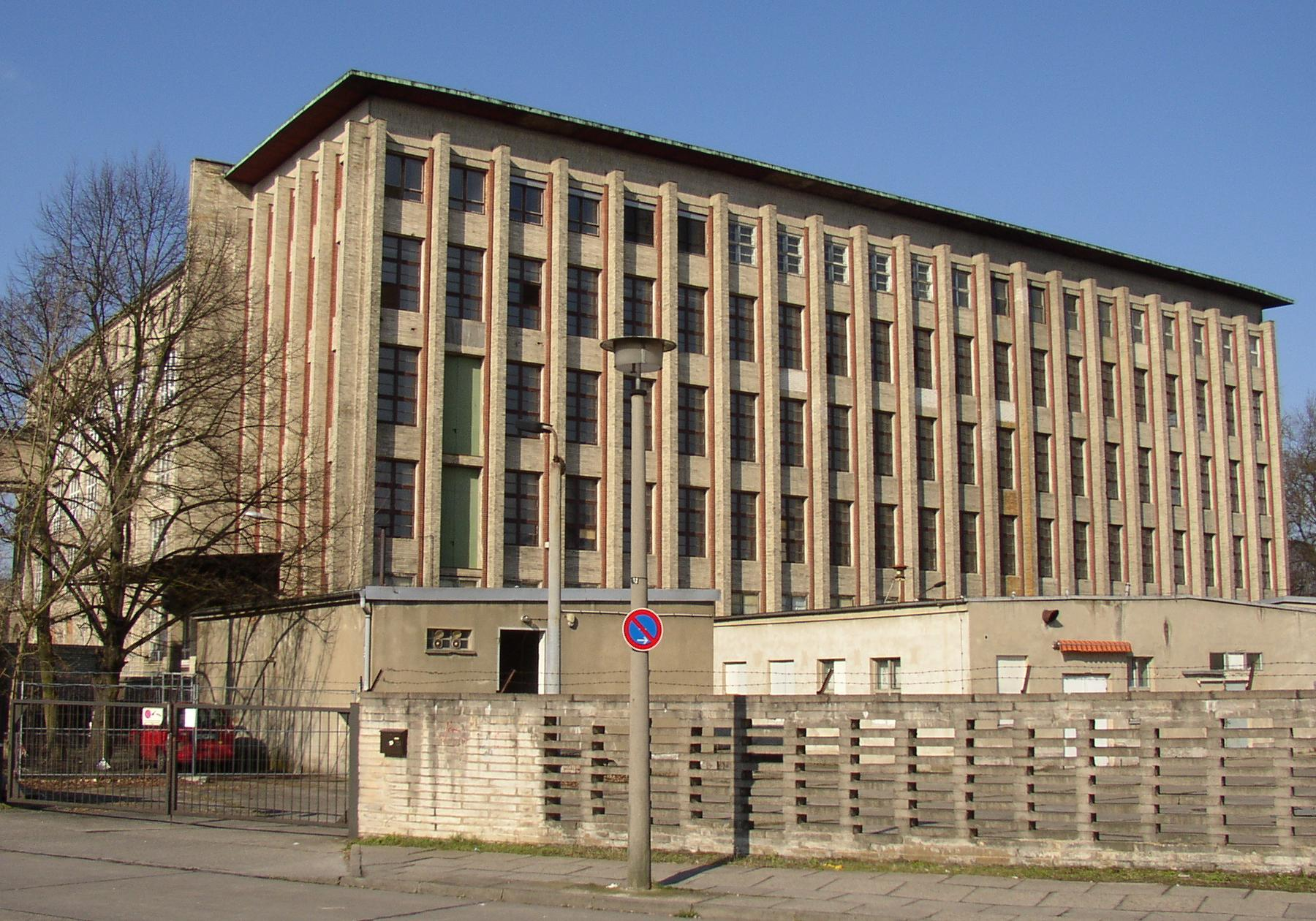
Табачная фабрика на Берлинер-штрассе в Панкове

Ещё в 1879 году Йозеф Гарбаты-Розенталь вместе с супругой Розой Рахель занимался надомным производством табачных изделий. В 1881 году он основал табачное предприятие на Шёнхаузер-аллее, которое в 1906 году переехало в Панков. В непосредственной близости от станции Берлинской городской электрички Панков для табачной фабрики Гарбаты было возведено здание по проекту архитектора Пауля Юберхольца. Помимо производственных залов проектом предусматривались помещения социального назначения: производственная столовая, комнаты отдыха, ванные комнаты, прачечная и библиотека. Для рабочих табачной фабрики Гарбаты издавалась газета, они получали пособие по безработице, функционировал фабричный хор и спортивный клуб.
В 1918 году, за девять лет до ввода государственного страхования по безработице, на фабрике Гарбаты уже 1000 работников фабрики были застрахованы на случай потери работы. С 1908 года в фабричной столовой подавали завтрак и обед. Для своего персонала предприятие Гарбаты вплоть до 1930-х годов регулярно устраивало балы. Лучших работников поощряли жетонами на питание в фабричной столовой.
Первая фабрика Гарбаты на Хадлихштрассе заработала в 1906 году, в 1912 году было построено второе здание на Берлинер-штрассе. В 1931 году было сдано в эксплуатацию третье здание, к этому времени на табачной фабрике Гарбаты трудилось около 1600 человек, в своём большинстве женщины, работавшие в закаточном зале.
Ещё до начала Первой мировой войны Гарбаты открыл свои филиалы во многих европейских государствах. Сигареты Гарбаты продавались в германских колониях, в Америке и Азии. В Россию Гарбаты поставлял свою продукцию под названием «Папироси Garbáty». Гарбаты получил звание придворного поставщика герцога саксонского и поставщика правительства Италии. Самой известной маркой сигарет того времени была «Царица Савская» (нем. Königin von Saba), первые египетские сигареты в Берлине. В 1887 году Гарбаты зарегистрировал эту торговую марку, а в 1898 году получил на неё также патентные права. Сигареты доставлялись продавцам на фирменных грузовиках. В 1928 году получили популярность сигареты Kurmark. В те времена упаковки сигарет являлись предметом коллекционирования. Фабрика Гарбаты наладила собственное производство упаковки через дочернюю компанию Pappen- und Papier-Verarbeitungs-AG и на самом совершенном оборудовании выпускала упаковочный материал, рекламные плакаты и коллекционные серии обёрток и соответствующие альбомы для коллекционеров. На дочернем полиграфическом предприятии Гарбаты, единоличными владельцами которого являлись братья Евгений и Мориц, в 1927 году работало до 800 человек. В 1928 году предприятие было продано компании Reemtsma, а сыновья Гарбаты с 1929 года занялись управлением табачной фабрикой отца, ставшей обществом с ограниченной ответственностью и получившей название Garbáty Cigarettenfabrik GmbH.
В начале 1930-х годов конкуренция в табачной промышленности обострилась, начался процесс образования монополий. Евгений Гарбаты продал свою долю в 50 процентов концерну Reemtsma. Мориц оставался единоличным руководителем фабрики до 1938 года и каждый месяц бывал на совещании в гамбургской штаб-квартире Reemtsma.
С приходом к власти национал-социалистов для семьи Гарбаты наступили трудные времена. В 1935 году общество с ограниченной ответственностью было преобразовано в коммандитное общество Zigarettenfabrik Garbáty K.G., которое в 1938 году подверглось принудительной продаже. Семья Гарбаты одновременно лишилась всей своей недвижимости в Берлине площадью в 45 тыс. кв. м. Гарбаты также продали свою летнюю усадьбу, Альдёбернский дворец в Лужице. В преклонном возрасте Йозеф Гарбаты отказался от переезда в США вместе с сыновьями и до своей смерти проживал на собственной вилле. Похоронен на Еврейском кладбище в Вайсензее.

## После Второй мировой войны

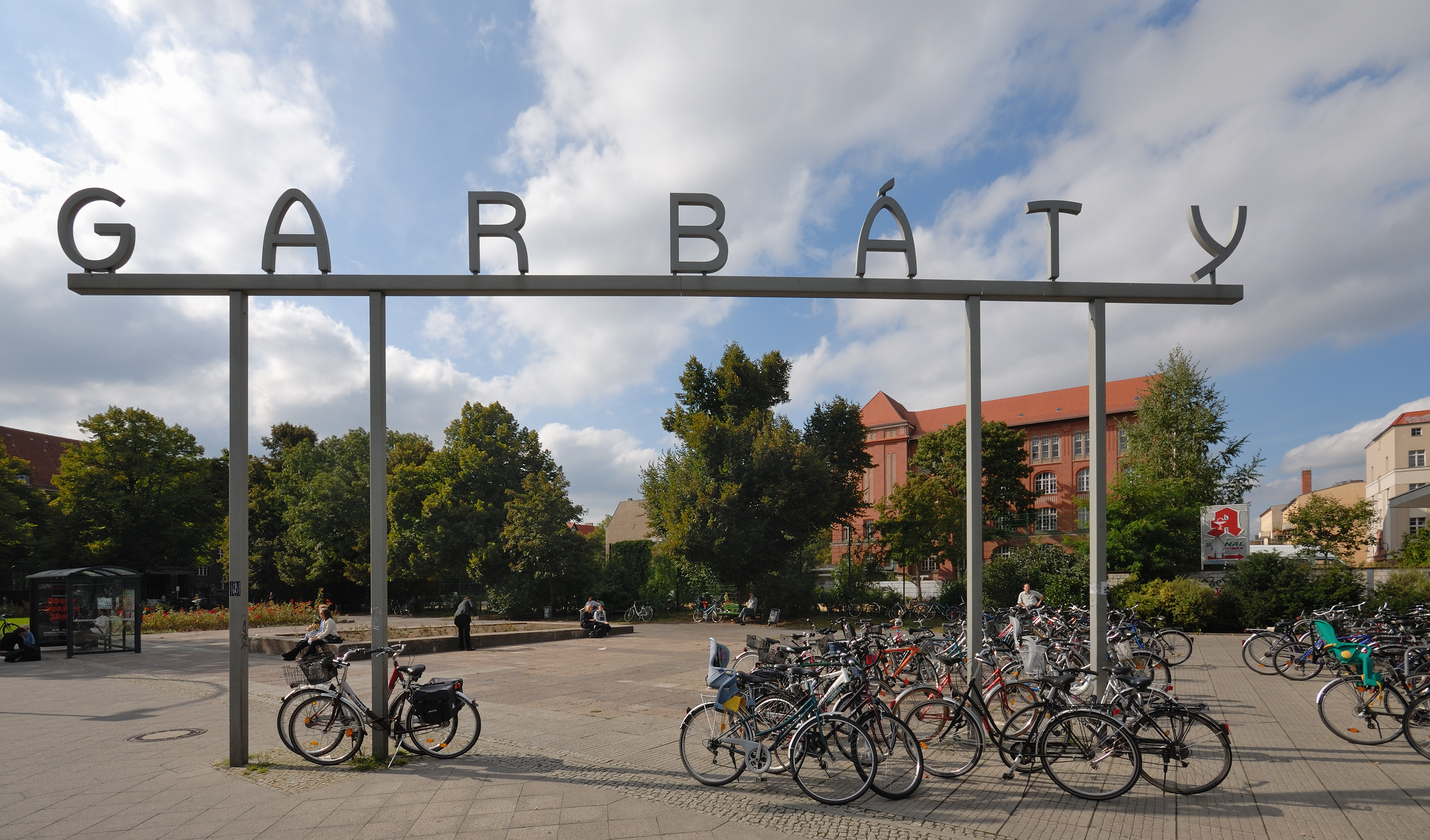
Площадь Гарбаты в Панкове

Здания табачной фабрики Гарбаты находились в относительно хорошем состоянии по окончании Второй мировой войны, но были разорены и выгорели, тем не менее, производство табачных изделий на фабрике было вскоре запущено по указанию оккупационных властей. Сигареты продавались в то время в западных секторах оккупации Берлина на чёрном рынке, а в Советской зоне оккупации Берлина отпуск сигарет осуществлялся по талонам.
С основанием Германской Демократической Республики коммандитное общество Гарбаты было национализировано. За год до возведения Берлинской стены народное предприятие Гарбаты произвело слияние с народным предприятием Josetti в «Берлинскую сигаретную фабрику» (Berliner Zigarettenfabrik). С этого момента имя Гарбаты исчезло из жизни Берлина. Вплоть до объединения Германии в ГДР существовало народное предприятие VEB Vereinigte Zigarettenfabriken, Werk Berlin с персоналом в 500 человек, выпускавшее сигареты марок Club, Cabinet и Karo. После объединения Германии табачное производство на предприятии в Панкове было окончательно прекращено, а фабричные здания пустовали.
Вилла Гарбаты на Берлинер-штрассе 127 в Германской Демократической Республике стала резиденцией посла НРБ. В здании дома еврейских сирот, которому помогал Йозеф Гарбаты, до объединения Германии размещалось посольство Кубы. В настоящее время на вилле Гарбаты размещается посольство Ливана.
Имя Йозефа Гарбаты с 16 сентября 2000 года носит привокзальная площадь станции Панков Берлинской городской электрички.